# Anticlea derivata
Anticlea derivata, conocida (en inglés) streamer, "polilla serpentina", es una especie de polilla de la familia Geometridae. La especie fue descrita por primera vez por Denis y Schiffermüller en 1775. Se encuentra desde la mayor parte de Europa y el norte de África hasta las montañas de Altai en el Paleártico Oriental. El nombre común de la especie deriva de la marca negra que serpentea y se extiende desde el borde delantero del ala. Es una polilla distintiva con poca variación.

## Descripción

### Alas
Es una polilla mediana con una envergadura de las mariposas en promedio es de 30 milímetros (1,2 plg). Los colores básicos predominantes son los tonos marrón claro, gris claro o rosa. Las alas anteriores son generalmente de color gris verdoso pálido. Este color de fondo está cubierto por una serie de bandas oscuras, la más distal de las cuales tiene una forma sinuosa similar a la de un río.
Cuenta con una banda transversal estrecha y oscura cerca de la base de las alas anteriores. La región basal está bordeada por una banda transversal de color negro-marrón ligeramente curvada. En el borde delantero hay una gran mancha triangular oscura, que se funde en una línea dentada y se vuelve más delgada hacia el borde interior. Este patrón de líneas hace que las mariposas sean inconfundibles. Las alas traseras son de color marrón grisáceo y muestran una línea transversal indistinta.

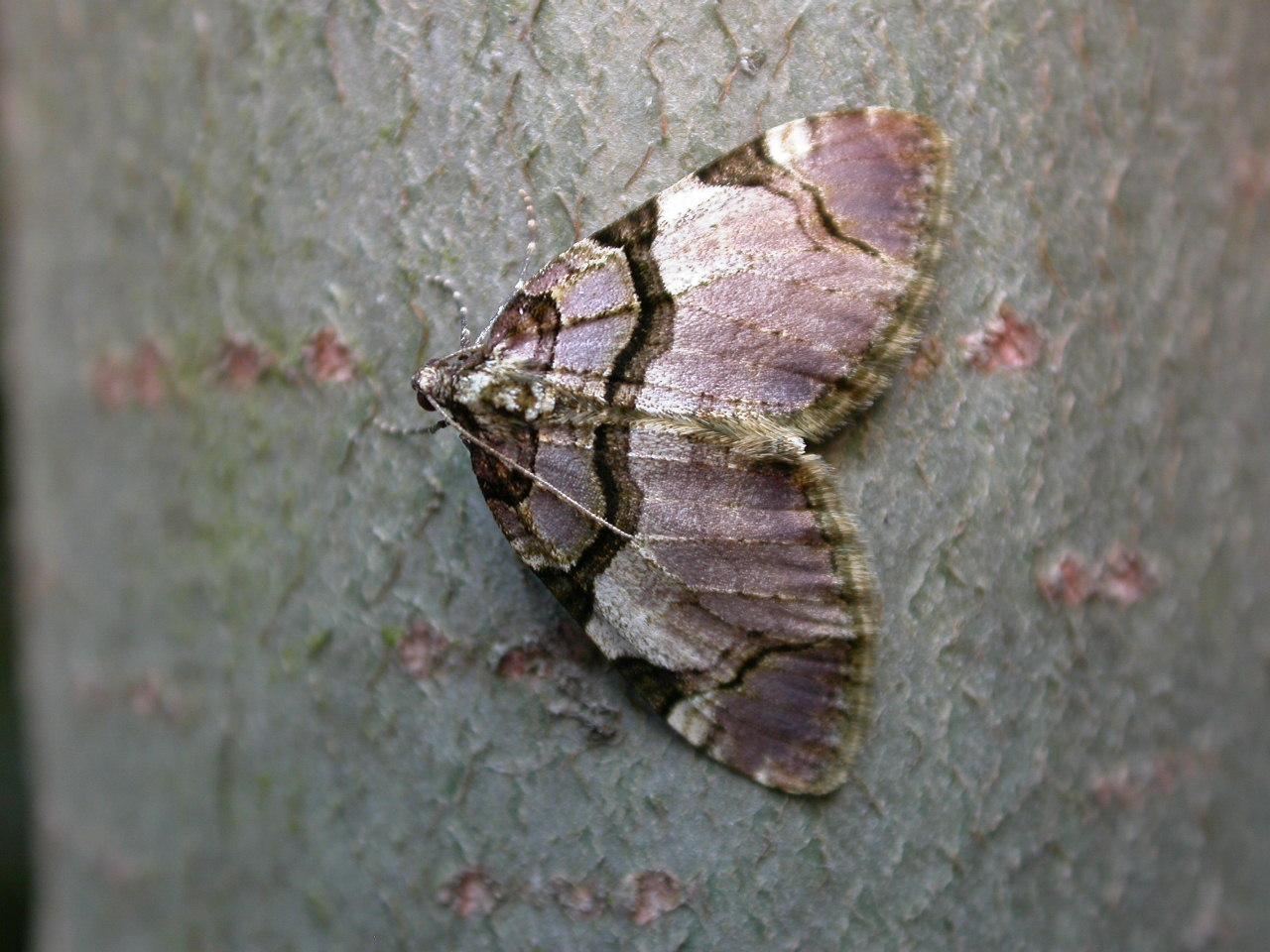
A. Derivata en Dinamarca con su tradicional mancha serpentina del ala.

### Oruga
Las orugas adultas son de color verde y tienen una marca dorsal de color rojo oscuro, que a menudo forma una mancha en forma de diamante en cada incisión segmentaria. A veces estas manchas se limitan a las zonas ubicadas detrás de la cabeza y el último par de patas. 

### Pupa
La pupa es delgada y de color marrón. Se caracteriza por dos puntas divergentes y cuatro cerdas finas en el cremáster que están enrolladas en la punta.

### Genoma
Se ha publicado un ensamblaje del genoma de un individuo femenino e Anticlea derivata presentando una extensión de 355,8 megabases. La mayor parte del ensamblaje está estructurado en 32 pseudomoléculas cromosómicas, incluido el cromosoma sexual Z y W ensamblado. El genoma mitocondrial también ha sido ensamblado y tiene 17,39 kilobases de longitud.

## Distribución
La especie tiene amplia distribución desde el norte de África y España a través de Europa Occidental y central, incluidas las Islas Británicas. Hacia el este hasta el Macizo de Altái y el mar Negro, y hacia el norte hasta Fenoscandia. En las montañas se eleva hasta la límite del bosque. La polilla prefiere laderas soleadas, setos, bordes de brezos frondosos, así como jardines y parques. La polilla adulta, que a veces se encuentra durante el día descansando en postes de cercas, generalmente se la detecta al anochecer y se siente atraída por la luz.

## Ciclo de vida
Las orugas se alimentan de la rosa silvestre (Rosa canina) y posiblemente de otras especies de rosas silvestres. Esta especie se puede encontrar bastante temprano en la temporada, volando en abril y mayo.
Es muy similar en hábitos y distribución a la A. badiata, pero generalmente aparece un poco más tarde.